# Пацифіда

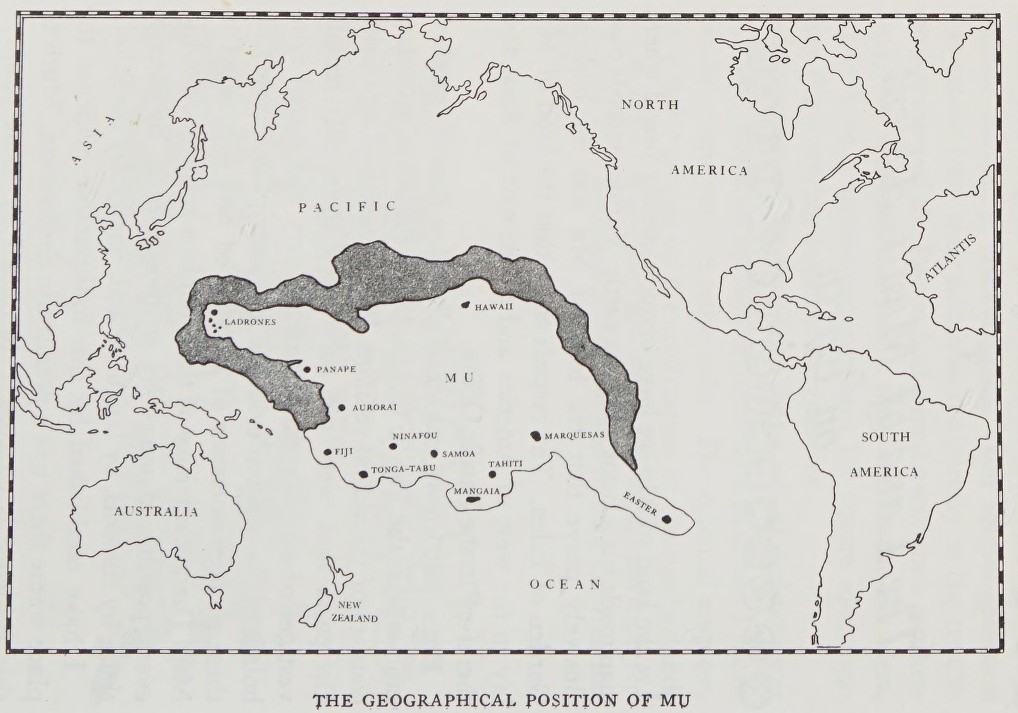
Карта можливого розташування материка Му

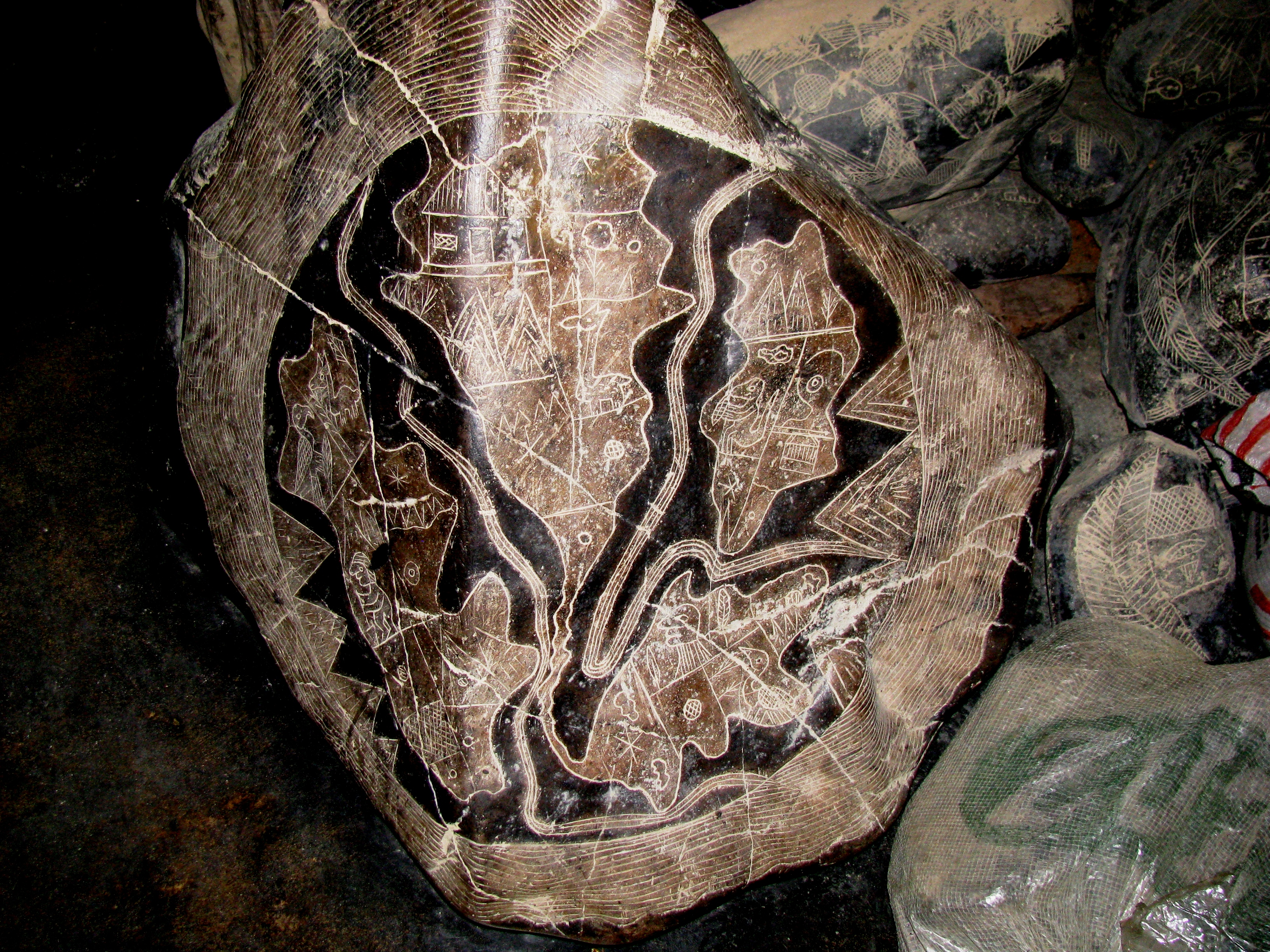
Один з Каменів Іки з картою Північної (угорі в центрі) і Південної Америк (внизу в центрі), ліворуч загиблий Континент Му, праворуч Атлантида

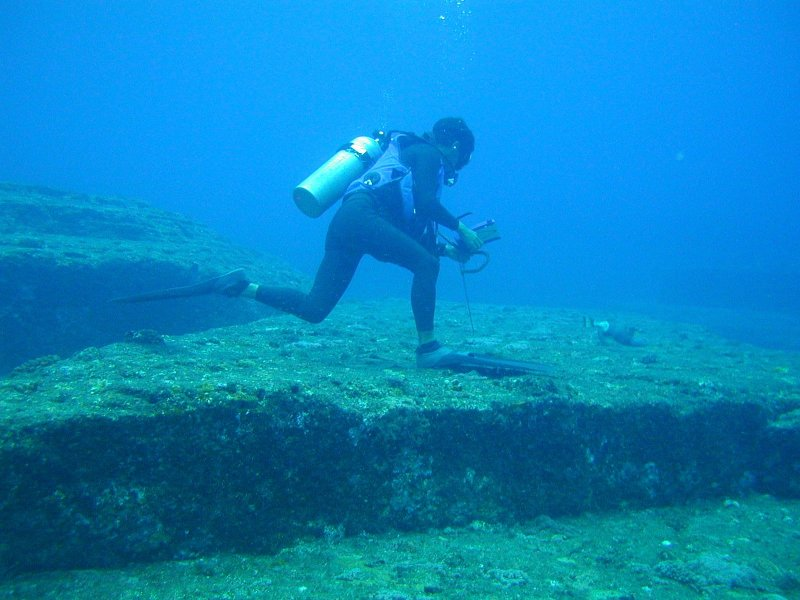
Терасні підводні сструктури біля острова Йонагуні (Японія)

Пацифі́да або Пасіфіда (також — Континент Му) — гіпотетичний затонулий континент у Тихому океані. Часто вживається як інша назва Лемурії. У стародавніх міфах різних народів згадується острів або земля на місці Тихого океану, але «відомості» різняться.
В окультній і паранауковій літературі Атлантида, Пацифіда та Му складають спільну новітню міфологію, заснованих на міфах різних давніх народів і фантазіях авторів, що часто суперечать одна одній.

## Розвиток образу
Назву Му запровадив Брассер де Бурбур через помилкову інтерпретацію рукописів майя. У його розумінні це позначення землі на Заході (в Атлантичному океані). Він стверджував, що переклав тексти майя, які стосуються стародавнього континенту під назвою Му. Коли цей континент затонув в океан, його вцілілі жителі заснували цивілізацію майя.
У 1896 році письменник Вільям Скотт-Елліот, послідовник Олени Блаватської, написав книгу «Історія Атлантиди та втраченої Лемурії», де розповідав про дві розвинені цивілізації, що в доісторичні часи затонули в морі. Скотт-Елліот згадував також цивілізацію Му, але з тексту незрозуміло чи це третя цивілізація, чи інша назва Лемурії. Книга «Втрачений континент Му» (1926) Джеймса Черчварда навпаки зосереджена на Му, але описану цивілізацію теж можна сприймати як тотожну Лемурії. В його викладі Му розташовувалася на однойменному континенті, що простягався від сучасних Гавайських островів до острова Пасхи. Му володіли знаннями та технологіями, котрі далеко випереджали свій час і підтримували зв'язки з іншими стародавніми цивілізаціями, такими як Атлантида. Твердження Черчварда ґрунтувалися на табличках із письменами, які він нібито прочитав. Відтоді майже всі наступні автори вважали Лемурію та Му синонімами. У 1988 році в книзі «Загублені міста стародавньої Лемурії та Тихого океану» Девіда Гетчера Чайлдреса вони прямо називалися одним і тим же місцем.
Масаакі Кімура припустив, що деякі підводні об'єкти, розташовані біля узбережжя острова Йонаґуні («монументи Йонаґуні»), є руїнами цивілізації Му.

## Наукові версії
Пошуки Пацифіди на морському дні практично не проводилися. Проведені ж дослідження не виявили доказів існування континента чи великого острова там, де його поміщали в своїх книгах прихильники існування Пацифіди.
Доісторичний материк під назвою Зеландія першим відколовся від Гондвани близько 83 млн років тому. В 2017 році підтверджено, що дно океану навколо Нової Зеландії утворене материковою, а не океанічною земною корою. 95 % материка перебувають під водою вже принаймні 25 млн років. Під назвою Пацифіда знаний інший доісторичний материк, на основі якого виникли сучасні Австралія, Нова Зеландія і острови Океанії.